# Parydra arctica
Parydra arctica är en tvåvingeart som beskrevs av Clausen och Cook 1971. Parydra arctica ingår i släktet Parydra och familjen vattenflugor.
Artens utbredningsområde är Northwest Territories, Kanada. Inga underarter finns listade i Catalogue of Life.